# Nicole Brown Simpson
Nicole Brown Simpson (Frankfurt am Main, NSZK, 1959. május 19. – Los Angeles, 1994. június 12.) az amerikai futball-sztár, O. J. Simpson egykori felesége. 1994-ben barátjával, Ronald Goldmannel együtt Los Angelesben meggyilkolták. A gyilkosság kapcsán lezajlott eljárás a legtöbbet vitatott per lett az Egyesült Államok történetében.
Nicole Juditha és Louis Brown lányaként született 1959-ben Frankfurt am Main-ban, de szinte rögtön Kaliforniába költöztek, ahol 3 testvérével együtt nőtt fel. Mivel rendkívül csinos és népszerű volt, nem csoda hogy „Homecoming Queen”-nek, vagyis kb. „bálkirálynőnek” választották a középiskolában. Nem sokkal az érettségije után találkozott későbbi férjével, O.J. Simpsonnal egy night clubban, ahol felszolgálóként dolgozott.
Nem sokkal azután, mikor O.J. befejezte a profi játékot, 1985. február 2-án házasodtak össze. Két gyermekük született. 7 év házasság után, 1992-ben váltak el.
1994. június 13-án reggel találtak rá a kutyaugatásra felébredt szomszédok az erősen megcsonkított testére Nicole-nak és barátjának, Ronald Goldmann-nek. A gyilkosság ideje alatt a gyerekek a lakásban aludtak. Nem sokkal később O.J. Simpsont elfogták, és mindkét gyilkossággal megvádolták. A büntetőeljárás végül ártatlannak nyilvánította Simpsont. Bár 1997-ben egy polgári perben bizonyítottnak látták Simpson bűnösségét, és 33,5 millió dollár megfizetésére kötelezték, ő ezt nem fizette ki. És ez alapján börtönbüntetésre sem kellett számítania, mivel ha az esküdtszék egyszer már ártatlannak nyilvánította, azon nem lehet változtatni.